# Holigost
El Holigost (A veces representado como Espíritu Santo) fue una carraca de la armada inglesa reconstruida para Enrique V. Originalmente fue una nave castellana llamada Santa Clara, la cual fue capturada en c.1413-14. Sirvió hasta 1422 y luego se hundió en sus amarres. Se cree que su pecio fue encontrado en el río Hamble, Hampshire.

## Descripción
El Holigost era una carraca, la cual medía más de 98 pies (30 m) de largo y 39 pies (12 m) de viga. Se dimensionó a 760 toneladas del Builder's Old Measurement. El barco tuvo una tripulación de aproximadamente 200 marineros. Este también podía llevar hasta 260 tropas, 102 gads (lanzas de hierro), arcos y flechas, lanzas y poleaxes. 

## Historia
El Holigost fue el segundo de los cuatro "grandes barcos" comisionados por Enrique V, entre los cuales también se incluían el Trinity Royal, Jesus y Grace Dieu. Originalmente era un barco castellano llamado Santa Clara, el cual fue capturado en 1413-14 y posteriormente reconstruido. El Holigost "se unió a la flota real" el 17 de noviembre de 1415. Vio acción en al menos dos batallas durante la Guerra de los Cien Años. También participó en una batalla naval frente a Harfleur en 1416. Después de las reparaciones a los daños recibidos allí, participó en una batalla frente a Saint-Denis-Chef-de-Cove en 1417. El Holigost fue retirado del servicio en 1422, el año de la muerte de Henry, y depositado en el río Hamble, Southamptonshire. Las reparaciones hechas en 1423 por Davy Owen pueden ser el primer uso registrado de un buzo en la reparación de barcos en Inglaterra.  Se cree que finalmente se hundió en el río Hamble debido a la falta de mantenimiento.

## Naufragio
En 2015, se anunció que se pensaba que los restos de Holigost yacían en el río Hamble. El sitio está cerca del Grace Dieu, otra de las naves de Henry. El naufragio había sido identificado en una fotografía aérea tomada en la década de 1970. Historic England está tomando medidas para proteger el pecio antes de que este sea inspeccionado. La falta de fondos es la razón detrás del retraso de 40 años entre el descubrimiento del naufragio y el trabajo para comenzar la inspección del buque. La inspección incluirá el uso de dendrocronología, drones, teledetección y sonares.